# Casa Cabrera (Cuzco)
La Casa Cabrera es una casona colonial ubicada en la Plazoleta de las Nazarenas en el centro histórico del Cusco, Perú. Debe su nombre a que en el siglo XVII, durante la colonia fue residencia de Luis Gerónimo de Cabrera y La Cerda. Se encuentra en la Plazoleta de las Nazarenas a trescientos metros de la Plaza de Armas. En el siglo XX fue propiedad de las Hijas de María Auxiliadora y sede del colegio María Auxiliadora hasta 1981. Desde 2003, y hasta la actualidad, es sede del Museo de Arte Precolombino del Cusco, impulsado por la Fundación BBVA.
Desde 1972 el inmueble forma parte de la Zona Monumental del Cusco declarada como Monumento Histórico del Perú. Asimismo, en 1983 al ser parte del casco histórico de la ciudad del Cusco, forma parte de la zona central declarada por la UNESCO como Patrimonio Cultural de la Humanidad.

## Historia
En el solar donde actualmente se levanta la casa de las Sierpes, se ubicó, durante el incanato el Amaru Cata, escuela incaica. Aún se destaca en el inmueble los muros incaicos en la puerta. Tras la conquista de la ciudad y su fundación española, se produjo el reparto de solares entre los conquistadores. El solar correspondió al conquistador Alonso Díaz. EN 1558 la casona sirvió como sede del primer Monasterio de Santa Clara quienes ocuparon dicho solar hasta 1622.
Posteriormente, el inmueble pasó a ser propiedad de don Luis Gerónimo de Cabrera y La Cerda, descendiente del conquistador Jerónimo Luis de Cabrera quien fuera gobernador del Tucumán, quien fuera alcalde ordinario del Cabildo del Cusco en 1649 y su esposa doña Isabel Tordoya y Bazán. El escudo de armas que se encuentra tallado sobre la puerta de la casa es, precisamente el de la familia Cabrera y es el mismo escudo del conquistador fundador de las ciudades de Ica, en el Perú, y de Córdoba, en Argentina. Este mismo escudo fue adoptado por la ciudad de Ica para servir como escudo de la ciudad. Luego la casa pasó a las manos de don Juan de Sillorigo y, después del Terremoto de 1650, ante los graves daños que sufrió quedó abandonada por largo tiempo. Según el cronista de la ciudad del Cusco, don Diego de Esquivel y Navia, a mediados del siglo XVIII la casa pertenecía al alférez real don Juan de Céspedes y Cadenas
En 1908 la casa fue adquirida por las Hijas de María Auxiliadora quienes habían llegado al Cusco dos años antes. El Colegio María Auxiliadora funcionó en ese local - y en las casas aledañas que fueron adquiridas posteriormente- hasta 1950 cuando el terremoto de ese año generó grandes daños en la estructura física del inmueble. En la imposibilidad de la congregación de hacerse cargo de los costos de la remodelación, se decidió su venta. En 1981, el entonces "Banco de los Andes" (hoy BBVA) compró el inmueble y dispuso su funcionamiento como museo. Desde el 2003, aloja el Museo de Arte Precolombino gracias a una alianza con el Museo Larco Herrera de Lima.

## Descripción
Consta de dos niveles y un patio, presenta zaguán de ingreso central y quebrado, escalera "de cajón" de ida y vuelta. Exteriormente la fachada es asimétrica con portada lítica, puerta postigo y emblema heráldico, además presenta dos balcones de antepecho con balaustrada de metal y un arco tapiado de doble jamba en ladrillo. 
El patio mudéjar con pileta de planta octogonal, está configurado por cuatro crujías, la del lado noreste con galerías líticas de dos niveles, en las otras crujías corredores en voladizo sustentados sobre ménsulas con balaustrada de fierro fundido. La carpintería de la casa es de estilo neoclásico. Sobresale a la volumetría del inmueble la caja de escaleras.

### Libros y publicaciones
- Amado Gonzales, Donato (2003). «De la casa señorial al beaterio Nazarenas». Revista Andina (36). Archivado desde el original el 9 de diciembre de 2019. Consultado el 17 de enero de 2020.
- Angles Vargas, Víctor (1983). Historia del Cusco Colonial Tomo II Libro segundo. Lima: Industrialgrafica .S.A.
- Angles Vargas, Víctor (1988). Historia del Cusco Incaico Tomo I. Lima: Industrialgráfica S.A.
- Burger, Richard L.; Salazar, Lucy C. (2019). «La Museografía en Cusco: Diferentes Museos, Diferentes Narrativas.». Chungará 51 (2). ISSN 0717-7356. Consultado el 17 de enero de 2020.
- Kubler, George (1953). «Cuzco Reconstrucción de la ciudad y restauración de sus monumentos Informe de la misión enviada por la Unesco en 1951». UNESCO. Consultado el 26 de agosto de 2019.
- Navarro Linares, Deysi (2012). El convento de Santa Clara y la Mujer Mestiza Cusqueña: 1560-1600 (Licenciatura). Universidad Nacional San Antonio Abad del Cusco. Consultado el 21 de octubre de 2019.
- Udaondo, Enrique (1945). Diccionario Biográfico Colonial Argentino. Buenos Aires: Huarpes.

- Datos: Q82788330
- Multimedia: Casa Cabrera (Cusco) / Q82788330